# رزونوفکا
رزونوفکا (به لاتین: Rezunovka) یک منطقهٔ مسکونی در روسیه است که در استان آمور واقع شده‌است.